# Marathon van Rome 2002
De marathon van Rome 2002 werd gelopen op 24 maart 2002 in Rome. Het was de achtste editie van deze marathon. De wedstrijd werd gewonnen door de Keniaan Vincent Kipsos in 2:09.30. Hij bleef zijn landgenoot Stephen Cheptot ruim voor. Bij de vrouwen won de Italiaanse Maria Cocchetti de wedstrijd. Zowel de eerste man als eerste vrouw ontvingen $ 13.175 aan prijzengeld. In totaal finishten er 5624 lopers de wedstrijd, waarvan 4834 mannen en 790 vrouwen.

## Uitslagen
Mannen
| rang   | naam             | land | tijd    |
| ------ | ---------------- | ---- | ------- |
| Goud   | Vincent Kipsos   | KEN  | 2:09.30 |
| Zilver | Stephen Cheptot  | KEN  | 2:10.39 |
| Brons  | Moges Taye       | ETH  | 2:11.08 |
| 4      | Daniele Caimmi   | ITA  | 2:11.33 |
| 5      | Frederick Chumba | KEN  | 2:11.48 |
| 6      | Leonid Shvetsov  | RUS  | 2:12.08 |
| 7      | Denis Curzi      | ITA  | 2:12.28 |
| 8      | Simon Maiyo      | KEN  | 2:14.30 |
| 9      | Belaye Wolashe   | ETH  | 2:15.30 |
| 10     | Isaac Chemobo    | KEN  | 2:16.12 |
| 11     | Wesley Chelule   | KEN  | 2:16.15 |
| 12     | Massimo Galliano | ITA  | 2:17.26 |
| 13     | Antonello Petrei | ITA  | 2:17.46 |
| 14     | Giuseppe Carella | ITA  | 2:20.05 |
| 15     | Linus Ngetich    | KEN  | 2:21.31 |

Vrouwen
| rang   | naam                      | land | tijd    |
| ------ | ------------------------- | ---- | ------- |
| Goud   | Maria Cocchetti           | ITA  | 2:33.06 |
| Zilver | Gadisse Edato             | ETH  | 2:33.36 |
| Brons  | Sandra Van Den Haesevelde | BEL  | 2:35.30 |
| 4      | Marcella Mancini          | ITA  | 2:39.50 |
| 5      | Milka Mikhaylova          | BUL  | 2:43.28 |
| 6      | Giustina Menna            | ITA  | 2:43.49 |
| 7      | Licia Cerri               | ITA  | 2:49.59 |
| 8      | Nadezhda Guselshchikova   | RUS  | 2:50.44 |
| 9      | Antonella Benatti         | ITA  | 2:51.18 |
| 10     | Isabelle Florey           | SUI  | 2:52.09 |

1982 ·
1983 ·
1984 ·
1985 ·
1986 ·
1987 ·
1988 ·
1989 ·
1990 ·
1991 ·
1995 ·
1996 ·
1997 ·
1998 ·
1999 ·
2000 ·
2001 ·
2002 ·
2003 ·
2004 ·
2005 ·
2006 ·
2007 ·
2008 ·
2009 ·
2010 ·
2011 ·
2012 ·
2013 ·
2014 ·
2015 ·
2016 ·
2017